# Lakadivi
Lakadivi  (eng. Lakshadweep, malajamski: ലക്ഷദ്വീപ്) su najmanji teritorij u sklopu Republike Indije. Ovo otočje se sastoji od 12 atola i mnogo otočića, od koji je deset naseljeno. Teritorij je od kopna (Kerala) udaljen od 200 do 300 km. Glavni grad je Kavaratti na istoimenom atolu. Najveći otoci su Kavaratti, Minicoj, Agati i Amini.

## Stanovništvo
Od 64.429 stanovnika, 97% stanovništva je muslimansko. Etničke grupe su Koya, Malmi i Melačeri u Lakadivima; Manikfani, Thakuri i Raveri na Minikoju; Tarwad, Tanakampranavar, Kudiati i Melačeri na Aminima. Dominantni jezik je malajalam osim na Minicoju gdje prevladava mahl ili maliku bas, minikojski dijalekt (jezik divehi ili maldivski [div]).

## Povijest
Otočje je otkrio Vasco da Gama, a od 1956. godine je savezni teritorij Indije. 

## Privreda
Uzgoj kokosovog oraha (27.7 milijuna oraha godišnje), jedinog agrarnog proizvoda i njegova njegova preradba (vlakna) glavna su industrija otoka.
Glavna aktivnost otočana su ribarstvo te u novije vrijeme turizam.